# Медведкова
Медведкова — деревня в Талицком городском округе Свердловской области России.

## Географическое положение
Деревня Медведкова находится в 20 километрах (по дорогам — в 24 километрах) к северу-северо-востоку от города Талицы, на правом берегу реки Суетки —  левого притока реки Пышмы. В деревне имеется пруд.

## Население
{{Население |Медведкова